# BtoB
BtoB (кор. 비투비, читається як Бі-ту-бі, акронім від англ. Born to Beat, укр. Народжені перемагати) — південнокорейський бой-бенд з семи осіб, створений в 2012 році компанією CUBE Entertainment. Гурт складається з шести учасників: Инквана, Мінхьока, Чансопа, Хьоншіка, Пиніеля та Сончже. Сьомий учасник гурту — Ільхун — покинув гурт у грудні 2020. Дебют відбувся на лейблі Cube DC — дочірньому лейблі південнокорейського агентства з пошуку талантів Cube Entertainment, до якого належать такі відомі гурти, як 4minute, BEAST, а також співачка G.NA.
Ще до того, як бой-бенд дебютував у березні 2012 року, він вже привернув до себе багато уваги.
Дебют гурту відбувся 22 березня 2012 року на музичній телепередачі M Countdown, де вони виконали пісні «Insane» і «Imagine». Тоді ж, наприкінці березня, у гурту вийшов перший цифровий сингл «Insane». А в квітні 2012 року, незабаром після того, як у BtoB вийшов дебютний мініальбом, у них вже стартувало своє власне реаліті-шоу Amazone (від слів Idol Master Zone) на кабельному телебаченні. Дебютний мініальбом Born to Beat зайняв в Кореї (у чарті Gaon) 3 місце.
У вересні 2012 року зі своїм синглом «WOW» гурт здобув премію Cyworld Digital Music Award в категорії «Найкращий новий артист місяця».
У листопаді 2014 року гурт дебютував на японському ринку з синглом «Wow» під керівництвом Kiss Entertainment.

## Кар'єра

### До дебюту
Гурт був сформований компанією Cube Entertainment. Спочатку було оголошено, що шість хлопців Со Инкван, Лі Мінхьок, Лім Хьоншік, Чон Ільхун та Лі Мінву готуються до дебюту у гурті під назвою «BtoB». 23 березня 2012 року Cube Entertainment повідомили, що Лі Мінву має проблеми зі здоров'ям, які перешкоджають його дебюту у BtoB. Але він залишиться стажером компанії і матиме змогу дебютувати пізніше. Потім було підтверджено, що Лі Мінву дебютував у гурті C-Clown (під псевдонімом T.K.) під керівництвом Yedang Entertainment.

### 2012: Дебют та успіх
21 березня 2012 року BtoB дебютували у Сеулі на шоукейсі, який транслювався на їхньому офіційному YouTube каналі. Вони виступили з головним треком «Insane», «Imagine» та іншими піснями. BtoB випустили свій дебютний мініальбом Born to Beat 3 квітня, у написанні пісень якого також брав участь шведський автор Йорген Елофсон. До мініальбому увійшли два дебютних головних сингла «Insane» та «Imagine». Учасники гурту брали активну участь у написанні текстів пісень для альбому.
У квітні 2012 гурт знявся у своєму першому реаліті-шоу Amazon, яке виходило на телеканалі Mnet.
3 травня BtoB випустили цифровий сингл «Father» (кор. 아버지) разом з музичним відео, присвячений до «Місяця сім'ї». 23 травня вийшло спеціальне видання їхнього першого альбому Asia Special Edition, до якого увійшли попередньо випущені треки «Father» та «Irresistible Lips» (кор. 그 입술을 뺏었어).

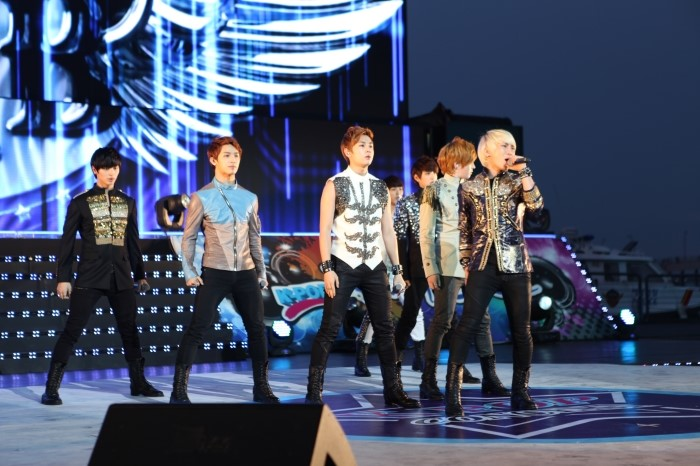
BtoB на Expo 2012 Yeosu у червні 2012 року

Випуск альбому Born to Beat (Asia Special Edition) ознаменував офіційний початок їхнього просування в Азії. Вони розпочали свою промокампанію з прес-конференції в Сінгапурі разом із рекламним заходом на площі Бугіс, який зібрав натовп із 800 людей. Наступного дня вони виступили на Clarke Quay для «Music Matters Live 2012», п'ятиденного фестивалю, в якому взяли участь 40 гуртів із 18 країн. Через місяць вони відновили свої азійські активності в Індонезії, давши інтерв'ю OneTV Asia. Крім того, 21 червня гурт провів свій перший індонезійський шоукейс у готелі Mandarin Oriental у Джакарті, виступаючи як для фанатів, так і для представників ЗМІ. Вони дебютували в Японії, виступивши на концерті «K-Dream Live» у Tokyo Dome 29 липня разом із 5 іншими гуртами. Крім того, BtoB виступили в Sapporo Dome 1 серпня на концерті «K-Pop Nonstop Live 2012 In Sapporo».
12 вересня гурт випустив свій другий мініальбом Press Play разом із заголовною піснею «Wow», яку написав хітмейкер Кім До Хун. 18 жовтня гурт розпочав просування наступного синглу «Lover Boy» (кор.: хангиль: 사랑밖에 난 몰라) на M Countdown. 22 жовтня було випущено кліп на пісню, який складався з монтажу різних заходів, які гурт проводив протягом року.
Після закінчення промоції «Lover Boy» гурт знову розпочав свою діяльність за кордоном. 1 грудня вони виступили с Сингапурі у складі лайн-апу для «Sundown Festival 2012», події, на яку були запрошені сольні та групові виконавці з Південної Кореї, Китаю, Гонконгу, Тайваню та Японії. 11 грудня гурт виступив на початку «2012 Asia Super Showcase» у Куала-Лумпурі, Малайзія, у Kenanga Wholesale City. Гурт став першим корейським виконавцем, який виступив на тайському концерті супермоделей 13 грудня в Бангкокському конференц-центрі, а пізніше провів прес-конференцію з близько 70 ЗМІ.

### 2013:Thriller
У лютому 2013 гурт брав участь у концерті «2013 United Cube Concert» разом з іншими артистами Cube Entertainment — 4minute, Beast та G.NA. Концерт відбувся на стадіоні Jamsil Indoor у Сеулі та зібрав понад 7000 відвідувачів, у тому числі з інших країн. Додатково були проведені концерти у Китаї та Японії.
6 квітня BtoB провели свою першу фан-зустріч на Тайвані «BTOB Press Play in Taiwan», на котру прийшло близько 1000 фанатів. Пізніше вони провели ще дві фан-зустрічі у Таїланді та Камбоджі, зібравши загалом близько 2 000 фанатів.
BtoB випустили свій перший цифровий сингл «2nd Confession» 10 квітня. Гурт почав промоцію синглу з виступу на шоу M Countdown 12 квітня.
29 серпня BtoB випустили музичне відео на пісню «When I Was Your Man», перед їхнім офіційним камбеком у вересні. 4 вересня гурт виступив з новими треками «When I Was Your Man» та «Thriller» на шоу MBC Music Show Champion до виходу їхнього третього мініальбому Thriller, котрий був випущений 9 вересня.

### 2014: Прорив у кар'єрі сBeep Beep,Move, японський дебют таThe Winter's Tale

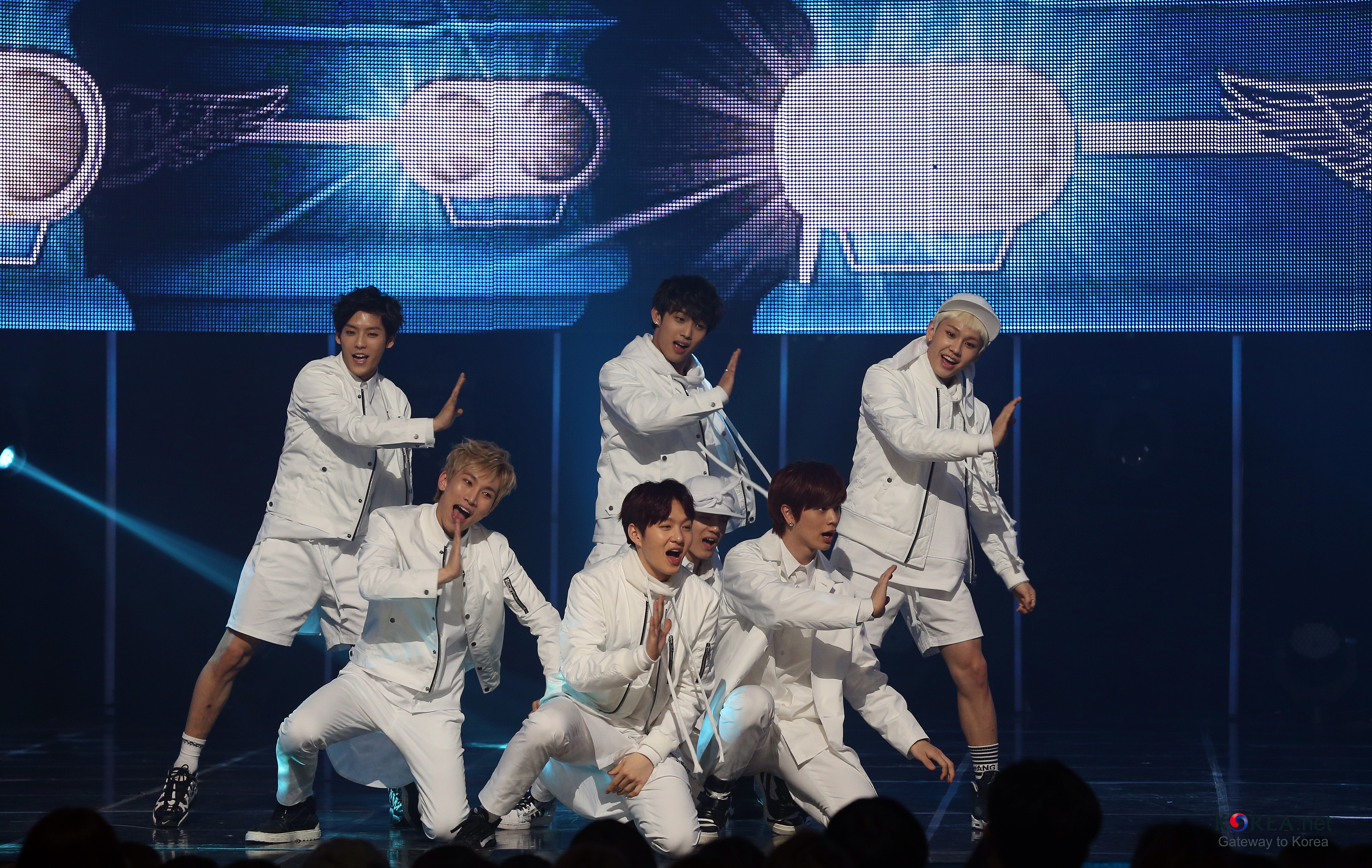
BtoB виконує «Beep Beep» на M Countdown 6 березня 2014 року.

17 лютого BtoB випустили четвертий мініальбом Beep Beep (кор.: хангиль: 뛰뛰빵빵). До нього увійшов однойменний головний сингл, створений композитором хітів Brave Brothers. Того ж дня гурт провів презентацію свого альбому в клубі Wave в Апджугон, Сеул. Мініальбом посів перше місце в чарті альбомів Gaon за дев'ятий тиждень 2014 року, що зробило його першим альбомом, який посів перше місце. Тоді гурт розпочав просування свого альбому з виступу на M Countdown 20 лютого.
У липні гурт провів свій перший сольний концерт «Happy Summer Vacation with BTOB» у Японії: два концерти відбулися 19 липня в Осаці та два концерти 21 липня в Токіо, загалом чотири концерти. Кожне шоу збирало понад 2000 ванатів, загалом 8000 шанувальників.
29 вересня BtoB випустили свій п'ятий мініальбом Move, разом із головним синглом «You're So Fly» (кор. 넌 감동이야). Вони також представили свій новий логотип, на якому зображено символи у формі серця, які символізують дві великі літери B для BtoB, виражаючи любов BtoB до фанатів і їх бажання представляти музику, що зворушує серце.
BtoB провели свій перший сольний концерт у Кореї «Hello Melody» з 31 жовтня по 4 листопада в Олімпійському залі Олімпійського парку.
У жовтні BtoB підписала контракт з японським агентством талантів Kiss Entertainment щодо діяльності гурту в Японії. 12 листопада гурт випустив свій перший японський сингл «WOW (Japanese ver.)» і почав активне просування в Японії.
22 грудня гурт випустив зимовий мініальбом The Winter's Tale. До нього увійшло п'ять треків, включаючи попередньо випущений трек «You Can Cry» (кор. 울어도 돼) і головний сингл «The Winter's Tale» (кор. 울면 안 돼). «The Winter's Tale» — перший заголовний трек гурту, створений і спродюсований учасниками Хьоншиком та Ільхуном.

### 2015:It's OkayтаWay Back Home

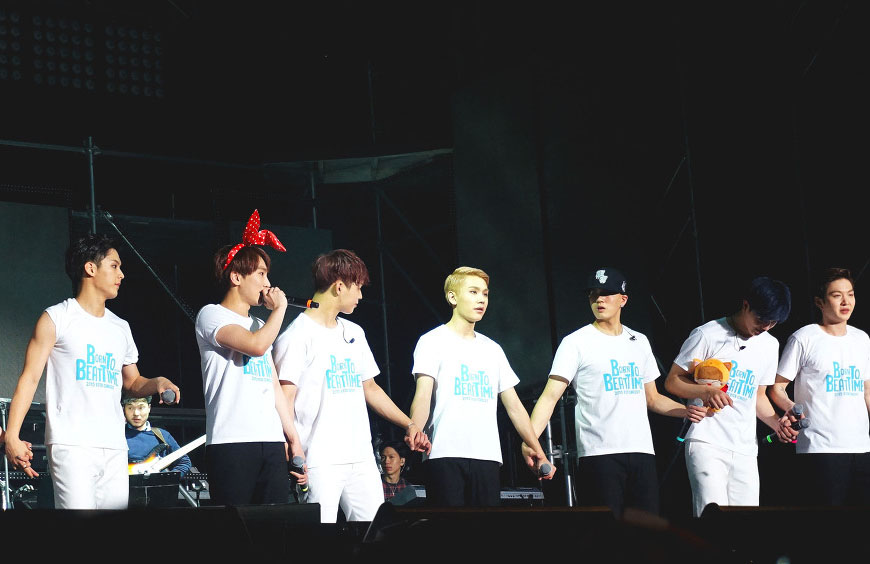
BtoB на Born to Beat Time у грудні 2015

14 та 22 лютого BtoB провели свою першу офіційну фан-зустріч під назвою «Be My Valentine» в Осаці та Токіо, Японія. Всі квитки на фан-зустріч були розпродані, загалом на подію прийшло 5000 шанувальників. За цим відбувся реліз першого японського сингл-альбому BtoB Future 25 березня. Сингл-альбом був проданий понад 70 000 копій та посів 2 місце у японському чарті Oricon Singles. В той самий день Future також очолив тижневий чарт Tower Records — самого великого магазину Японії. Гурт продовжив промоцію в Японії до 30 березня, провівши концерти та інші заходи в декількох містах (Осака, Нагоя та Токіо).
4 квітня BtoB провели свій перший ексклюзивний концерт «Hello Melody» в Пусані, Південна Корея. Захід відбувся у Busan KBS Hall. 29 квітня, через шість місяців після свого японського дебюту, гурт провів свій третій сольний концерт в Японії «The Secret Diary», де зібрав 10 000 шанувальників.
28 червня BtoB випустили свій перший повноформатний альбом Complete. До нього увійшли 13 треків включно з головним синглом «It's Okay» (кор. 괜찮아요), бонус-треком з їхнього п'ятого мініальбому Move «Shake It!» та акустичною версією їхнього дебютного синглу «Insane». Композиція «It's Okay» стала першою R&B-баладою гурту, а також їхнім першим синглом баладою. Сингл очолив декілька головних музичних чартів Південної Кореї і це сталося вперше з моменту їхнього дебюту у 2012 році.
Їхній третій японський сингл «Summer Color My Girl» (夏色 MY GIRL) був випущений 19 серпня після підведення підсумків їхньої корейської промоції.
12 жовтня BtoB випустили свій сьомий мініальбом I Mean разом з музичним відео для головного синглу «Way Back Home» (кор. 집으로 가는 길). 21 жовтня BtoB здобули свою першу перемогу на музичному шоу, після 3 років та 7 місяців з дня дебюту, на Show Champion з піснею «Way Back Home».
BtoB провели свій другий сольний концерт «Born to Beat Time» 19 та 20 грудня на Jangchung Arena. Квітки на концерти були розпродані протягом 5 хвилин. Гурт виконав свої хіти перед 8 000 фанатів. До сет-лісту також увійшли спеціальні виступи юнітів.
Перехід гурту до випуску балад допоміг їм досягнути успіху, отримати декілька номінацій наприкінці року та перемогти у номінації «Best Vocal Group Award» на 30t-ій церемонії Golden Disc Awards, а також перемогти у номінації «Ballad Award» з піснею «It's Okay» на 25-ій церемонії Seoul Music Awards.

### 2016:Remember That,New Menта24/7

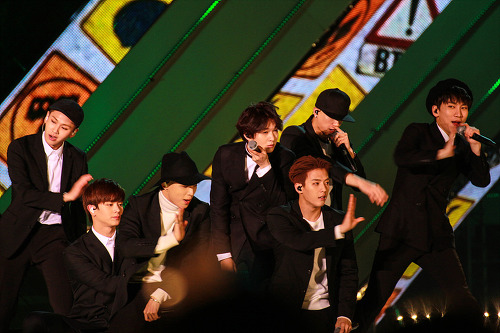
BtoB на KBS Youth Concert 22 жовтня 2016 року

3 лютого BtoB випустили коротке прев'ю свого четвертого японського сингл-альбому Dear Bride. Повний сингл був випущений 24 лютого. BtoB розпочали свій довгоочікуваний тур BTOB Zepp Tour 2016 B-Loved з 10 по 14 лютого. Вони зустрілися з фанатами в чотирьох містах Японії, включаючи Нагою, Токіо, Фукуоку та Намбу.
21 лютого гурт провів свою другу фан-зустріч «BTOB Awards» для 3500 фанатів, причому фан-зустріч була оформлена як справжнє шоу нагород. Гурт продовжив успішні концертні заходи «Born to Beat Time: Encore Concert», який відбувся 27–28 березня на Jamsil Arena і зібрав 14 000 фанатів. 28 березня BtoB випустили свій восьмий мініальбом Remember That із заголовним треком «Remember That» (кор.: хангиль: 봄날의 기억), завершуючи свою баладну трилогію.
15 червня гурт випустив свій п'ятий японський сингл-альбом LUV. Він дебютував на вершині тижневого чарту Oricon і чарту Billboard Japan Hot 100. За перший тиждень продажі досягли понад 77 000 копій.
24 червня BtoB виступили на KCON 2016 NY у Ньюарку, Нью-Джерсі. 6 серпня BtoB випустив спеціальний літній цифровий сингл «I Want to Vacation» (кор. 여행 가고 싶어), в якості подарунка для свої фанатів. Пісню написали і спродюсували Jerry.L та Sweetch з реп-партіями, написаними Ільхуном, Міньхьоком та Пиніелем. Пісня також була використана у шоу телеканалу KBS2 Battle Trip.
7 листопада BtoB випустили свій дев'ятий мініальбом New Men. До нього увійшов промо-сингл «I'll Be Your Man» (кор. 기도). «I'll Be Your Man» написав, скомпонував і аранжував Хьоншік, а всі інші учасники брали участь у запису бі-сайдів альбому. Заголовний трек незабаром після його виходу посів перше місце в багатьох музичних чартах.
Після промоушену New Men у Південній Кореї гурт вирушив до Японії та випустив свій перший японський повноформатний альбом 24/7. До альбому увійшли минулі японські сингли BtoB «Wow» (Japanese ver.) і «Mirai Ashita», а також головний сингл «Christmas Time». 24/7 очолив тижневий чарт Oricon, продавши 27 000 копій за тиждень.

### 2017:Feel'eM, Piece of BtoB таBrother Act.
BtoB провели свій третій сольний концерт «BtoB Time» 21–22 січня в Олімпійській гандбольній залі.
5 березня BtoB провели третю офіційну фан-зустріч «BtoB's Secret Room» перед релізом майбутнього мініальбому. 6 березня гурт випустив свій десятий мініальбом Feel'eM. До нього увійшли попередньо випущений сингл «Someday» (언젠가) і головний сингл «Movie». «Someday» — це емоційна балада, створена та написана Хьоншіком у співавторстві з Мінхьоком та Ільхуном. Після випуску сингл очолив кілька чартів. «Movie» — це фанк-танцювальний трек, написаний Ільхуном. 3 травня гурт випустив японську версію синглу «Movie». 30 серпня BtoB випустили свій сьомий оригінальний японський сингл «Brand New Days», який дебютував під номером 2 у чарті Oricon.
З квітня по вересень кожен з учасників BtoB випустив свій сольний цифровий сингл в рамках проєкту Piece of BtoB. Чансоп розпочав проєкт із власноруч написаної балади «At the End». За ним війшов швидкий хіп-хоп трек Ільхуна «Fancy Shoes», «That Girl» Пиніеля альтернативний рок-трек написаний Хьоншіком «Swimming», хіп-хоп пісня Мінхьока в стилі R&B «Purple Rain» за участю співачки Чізі, баладний трек Сончже «Tell Me» (말해) разом із бі-сайдом «Paradise». Завершився проєкт баладою Инквана «One Day» (이제 겨우 하루) і бі-сайдом «Back Then»(그때).
20 вересня BtoB отримали свій перший Bonsang на Першій церемонії нагород Soribada Best K-Music Awards.
Після завершення проєкту Piece of BtoB, 16 жовтня гурт випустив другий студійний альбом Brother Act.. Заголовний трек «Missing You» (그리워하다) — це поп-балада, яку спродюсував і написав Хьоншік, а реп-вірші написали учасники Мінхьок, Ільхун та Пиніель. Після випуску «Missing You» очолив кілька головних музичних чартів. Трек також досяг другого місця в Gaon Digital Chart, ставши їхнім науйспішнішим синглом.
BtoB провели свій четвертий сольний концерт «2017 BtoB Time — Our Concert» 23–24 грудня у виставковому центрі Ilsan Kintex.

### 2018—2019:This Is Us,Hour Moment, поновлення контракту та військова служба
BtoB провели свій п'ятий сольний концерт 2017 BtoB Time — Our Concert in Busan 24 лютого у BEXCO. 27 лютого 2018 року BtoB було призначено амбасадорами Корейської туристичної організації, як чоловічий гурт, що здобув визнання та популярність закордоном.
Вони випустили пре-релізний сингл «The Feeling» 11 червня, перед випуском свого 11-го мініальбому. «The Feeling» — це сентиментальною літня пісня, створена Ільхуном у співавторстві з Мінхьоком і Пиніелем. 13 червня вони дебютували в Billboard 's Social 50 Chart, посівши 21 місце.
18 червня гурт випустив свій одинадцятий мініальбом This Is Us.
10 липня всі сім учасників продовжили контракт із Cube Entertainment.
З 10 по 12 серпня BtoB провели свій шостий сольний концерт «2018 BtoB Time — This Is Us» на Олімпійській гімнастичній арені в Сеулі, 8 вересня у Hsing Chuang Gymnasium на Тайвані, 21 вересня у Kota Kasablanka, Джакарта і 14 жовтня у CentralPlaza Chaengwattana в Бангкоці.
У серпні 2018 року Мінхьок був випадковим чином обраний другим лідером під час трансляції V Live, щоб замінити Инквана, який мав розпочати обов'язкову військову службу пізніше того ж місяця.
12 листопада гурт випустив спеціальний альбом Hour Moment без участі Инквана, головним синглом якого стала пісня «Beautiful Pain».
21 березня 2019 року BtoB відсвяткували свою сьому річницю та обрали нового лідера, бо Мінхьок також пішов до армії. Пиніель був обраний лідером, однак, завдяки їхньому попередньому рішенню, третім лідером став Сончже.
5 квітня вийшов цифровий сингл «Sorry». Ця пісня була записана заздалегідь Инкваном, Мінхьоком та Чансопом до того, як вони були зачислені на строкову службу. Це балада середнього темпу, написана Мінхьоком.

### 2020—2021: Військова служба, BtoB 4U, Ільхун покидає гурт,Kingdom: Legendary Warта4U: Outside
7 квітня 2020 Инкван був офіційно звільнений з військової служби згідно з новими протоколами пов'язаними з поширенням COVID-19 у Південній Кореї. Хьоншік та Сончже були зараховані на службі 11 травня, а Ільхун — 28 травня. Чансоп був офіційно звільнений зі служби 21 серпня 2020, а слідом за ним Мінхьок 12 вересня. 27 жовтня Инкван, Мінхьок, Чансоп та Пиніель оголосили простворення саб-юніту BtoB 4U. Вони дебютували 16 листопада.
31 грудня 2020 Cube Entertainment оголосили, що Ільхун покине BtoB після розслідування про вживання марихуани. Сеульська поліція інкримінувала йому купівлю та вживання марихуани протягом останніх 4–5 років. Гурт продовжив свою діяльність з шістьома учасниками.
BtoB були представлені чотирма учасниками на шоу Kingdom: Legendary War, де брали участь ще п'ять K-pop гуртів з квітня по червень 2021. 30 серпня 2021 BtoB випустили спеціальний альбом 4U: Outside з «Outsider» у якості головного сингла. 27 жовтня BtoB випустили п'ятий японський мініальбом Outsider.
Хьоншик та Сончже були звільнені з військової служби 14 листопада 2021 року. 18 листопада BtoB відвідали шоу на радіо Kiss the Radio, на якому ведучим є Мінхьок, що стало їхньою першою активністю у повному складі за три роки.

### 2022–донині:Be Together
21 лютого 2022 у BtoB відбувся перший камбек у повному складі з третім студійним альбом Be Together, з головною піснею «The Song», яка була написана Хьоншиком. Альбом мав успіх, майже всі пісні потрапили у чарти. Be Together також побив їхній рекорд по продажам у перший тиждень 2018 року, отримавши сумарно понад мільйон проданих копій. Головний сингл «The Song» отримав 2 перемоги на музичних шоу Show Champion та M Countdown 2 та 3 березня відповідно.
Гурт мав святкувати свою 10-ту річницю у березні 2022, але через те, що декілька учасників отримали позитивний тест на COVID-19 за тиждень до концерту, триденний концерт був перенесений на невідомий термін.
У листопаді 2022 було анонсовано, що BTOB проведуть концерт, присвячений своїй 10-ій річниці, «Be Together» 30-31 грудня та 1 січня 2023.

## Амбасадорство
17 червня 2021 року BtoB було обрано офіційним амбасадором Shopee K-Collection, виставки корейських брендів, у якій беруть участь 50 вітчизняних малих і середніх підприємств через Shopee's Live Shopee Сінгапур, Shopee Малайзія, Shopee Філіппіни та Shopee В'єтнам. Гурт представив продукти безпосередньо через Shopee's Live і провів ексклюзивну онлайн-зустріч для фанів, щоб активно залучити місцевих K-pop фанатів як клієнтів.
30 березня 2022 року BtoB було призначено послом виставки «2022 Boryeong Sea Mud Exhibition», яка пройшла на пляжі Течхон у Борьоні, провінція Південний Чхунчхон, з 16 липня по 15 серпня.

## Учасники
| Дійсні учасники  | Дійсні учасники | Дійсні учасники | Дійсні учасники | Дійсні учасники | Дійсні учасники | Дійсні учасники             | Дійсні учасники                                        | Дійсні учасники                |
| Сценічне ім'я    | Сценічне ім'я   | Сценічне ім'я   | Справжнє ім'я   | Справжнє ім'я   | Справжнє ім'я   | День народження             | Позиція у гурті                                        | Місце народження               |
| Українською      | Латиницею       | Хангилем        | Українською     | Латиницею       | Хангилем        | День народження             | Позиція у гурті                                        | Місце народження               |
| ---------------- | --------------- | --------------- | --------------- | --------------- | --------------- | --------------------------- | ------------------------------------------------------ | ------------------------------ |
| Инкван           | Eunkwang        | 은광            | Со Инкван       | Seo Eunkwang    | 서 은광         | 22 листопада 1990 (34 роки) | Лідер, головний вокаліст                               | Сеул, Південна Корея           |
| Мінхьок          | Lee Minhyuk     | 민혁            | Лі Мінхьок      | Lee Minhyuk     | 이민혁          | 29 листопада 1990 (34 роки) | Ведучий репер, ведучий танцюрист, саб-вокаліст, віжуал | Сеул, Південна Корея           |
| Чансоп           | Changsub        | 창섭            | Лі Чансоп       | Lee Changsub    | 이창섭          | 26 лютого 1991 (34 роки)    | Ведучий вокаліст                                       | Сувон, Кьонгі, Південна Корея  |
| Хьоншік          | Hyunsik         | 현식            | Лім Хьоншік     | Lim Hyunsik     | 임현식          | 7 березня 1992 (33 роки)    | Головний танцюрист, ведучий вокаліст                   | Сеул, Південна Корея           |
| Пиніель          | Peniel          | 프 니엘         | Шин Донгин      | Shin Donggeun   | 신동근          | 10 березня 1993 (32 роки)   | Ведучий танцюрист, саб-репер                           | Чикаго, Іллінойс, США          |
| Сондже           | Sungjae         | 성 재           | Юк Сондже       | Yook Sungjae    | 육성 재         | 2 травня 1995 (30 років)    | Ведучий вокаліст, макне                                | Йон'ін, Кьонгі, Південна Корея |
| Колишні учасники |                 |                 |                 |                 |                 |                             |                                                        |                                |
| Ільхун           | Ilhoon          | 일훈            | Чон Ільхун      | Jung Ilhoon     | 정일훈          | 4 жовтня 1994 (30 років)    | Головний репер, вокаліст                               | Сеул, Південна Корея           |

### Саб-юніти
У вересні 2016 року BtoB представили свій перший саб-юніт BtoB Blue (кор. 비투비 블루). У склад входять вокалісти Инкван, Чансоп, Хьоншік и Сондже. BtoB Blue випустили цифровий сингл Stand By Me (кор. 내 곁에 서 있어 줘) 19 вересня 2016 року.
У жовтні 2020 року BtoB представили свій другий саб-юніт BtoB 4U (кор. 비투비 포유), до якого увійшли активні учасники гурту: Инкван, Мінхьок, Чансоп та Пиніель. Мінхьок пояснив, що ця назва значить «Для тебе», а також вказує на те, що у саб-юніті чотири учасника. Вони дебютували зі своїм першим мініальбомом Inside з головним треком «Show Your Love» 16 листопада 2020 року.

### Військова служба
П'ятеро учасників BtoB завершили військову службу в період з серпня 2018 року по листопад 2021 року. 2018 року Инкван вступив на службу 21 серпня. 2019 року Чансоп вступив на службу 14 січня, а Мінхьок — 7 лютого. 2020 року Инкван завершив виконання військових обов'язків 7 квітня, Хьоншік і Сончже вступили на службу 11 травня. Ільхун був призваний 28 травня перед тим, як залишити групу 31 грудня. 21 серпня Чансоп завершив службу. 12 вересня Мінхьок був звільнений зі служби. 2021 року Хьоншік і Сончже були останніми учасниками, які завершили службу. Їх звільнили 14 листопада.

## Дискографія
- Complete (2015)
- 24/7 (2016)
- Brother Act. (2017)
- Be Together (2022)

## Фільмографія
| Рік         | Назва                              | Мережа                          | Нотатки               |
| ----------- | ---------------------------------- | ------------------------------- | --------------------- |
| 2012        | Amazon (Idol Master Zone)          | Mnet                            |                       |
| 2012        | BtoB MTV Diary                     | SBS MTV                         |                       |
| 2012–2013   | Sik's Sense                        | YouTube, Naver Starcast         |                       |
| 2012–2013   | BtoB's B+ Diary                    | SBS MTV                         |                       |
| 2013        | Manager Self Camera (MSC Season 1) | YouTube, Naver Starcast         |                       |
| 2014        | BLACK BOX (MSC Season 2)           | YouTube, Naver Starcast         |                       |
| 2014        | BtoB's Cool Men                    | SBS MTV                         |                       |
| 2014–2015   | The Beat                           | YouTube, Naver Starcast, V Live |                       |
| 2016        | The Beat Extra                     | YouTube, V Live                 |                       |
| 2016–донині | BEATCOM                            | YouTube, V Live                 |                       |
| 2021        | Kingdom: Legendary War             | Mnet                            | Зайняли 4-е місце     |
| 2017        | BtoB: Conti-NEW                    | V Live CH+                      | Доступно за підпискою |
| 2022        | Born TO BTOB                       | U+IdolLive                      |                       |
| 2022        | BTOB 3 Meals                       | YouTube                         |                       |

## Концерти та тури

### Тури
- BtoB Zepp Tour 2016 B-Loved (2016)
- BtoB Zepp Tour BtoB Time Japan (2017)

### Хедлайнери
- Happy Summer Vacation with BtoB (2014)
- 1st concert: Hello Melody (2014—2015)
- 1st solo concert: 'The Secret Diary' (2015)
- 2nd concert: Born to Beat Time (2015—2016)
- Born To Beat Time ~ Encore (2016)
- 3rd concert: BtoB Time (2017)
- 4th concert: BtoB Time — Our Concert (2017—2018)
- 5th Concert: BtoB Time — This Is Us (2018)

### Концерти I'll Be Your Melody
- Be Your Melody (2015)
- You and Me, Memories of Spring (2016)
- Like A Movie (2017)
- Missing Melody (2018)
- Can't Live Without Melody (2018)

## Нагороди та номінації
З року свого дебюту у 2012 році BtoB отримали загалом 78 номінацій та 18 нагород на різних музичних преміях Південної Кореї та інших країн.